# 哈格鎮區 (北達科他州洛根縣)
哈格鎮區（英語：Haag Township）是位於美國北達科他州洛根縣的一個鎮區。

## 地方資料
哈格鎮區的面積為93.14平方千米，皆為陸地。根據2020年美國人口普查的數據，當地共有人口19人，而人口密度為每平方千米0.2人。